# Dubravko Palanović
Dubravko Palanović (Zagreb, 4. listopada 1977.) hrvatski je skladatelj i kontrabasist.
Kompoziciju je diplomirao u razredu prof. Željka Brkanovića 2008., a kontrabas u razredu prof. Josipa Novosela 1999. godine.
Skladao je za ugledne ansamble: Zagrebačke soliste, Zagrebačku filharmoniju, Simfonijski orkestar Hrvatske radiotelevizije, Salzburšku komornu filharmoniju, Moskovski simfonijski orkestar, Ansambl Paul Klee, Zagrebački puhački ansambl, Varaždinski komorni orkestar, Zadarski komorni orkestar. Bio je član renomiranog omladinskog orkestra Gustav Mahler pod vodstvom Claudia Abbada, a sada profesionalno radi u orkestru Zagrebačke filharmonije. Osnivač je ansambla Acoustic project u kojem sklada, aranžira i svira s vrsnim hrvatskim glazbenicima, većinom članovima Zagrebačke filharmonije. Ansambl nastupa na svim vodećim festivalima u regiji. Njegove skladbe izvode se na festivalima kao što su ISCM–ovi svjetski dani glazbe, Muzički biennale Zagreb, Moskovske jeseni i ostali vodeći festivali u zemlji i regiji.

## Djela
- Poema za kontrabas i klavir (1997.)
- Koncert za kontrabas i orkestar (1999.)
- Gudački kvintet 1999.
- Dva stavka za kvartet kontrabasa (Lamentacija i Allegro con fuoco) (2000.)
- Fantazija Grožnjan 2000, za 4 kontrabasa i klavir, 2000.
- Trio za violu, kontrabas i klavir (2001.)
- Sekstet s harmonikom (2001.)
- Dva komada za klavir (2002.)
- Muzika za marimbu i gudače (2003.)
- Puhački trio (2004.)
- Puhački kvintet (2004.)
- Brass Quintet (2004.)
- Manic, za flautu i klavir (2005.)
- Emphates, za gudače (2005.)
- 1. gudački kvartet (2005.)
- Concertino za dva kontrabasa i gudače (2005.)
- Trio za violinu, klarinet i klavir (2006.)
- Kvartet za flautu, obou, harmoniku i kontrabas (2007.)
- Koncertna uvertira za komorni orkestar (2007.)
- Preludij za klavir četveroručno (2008.)
- Ex profundo exitus, za simfonijski orkestar (2008.)
- U zaborav, za gitaru i gudače (2008.)
- 2. gudački kvartet (2009.)
- Mozaik, za komorni ansambl (2009.)
- Solo za Mistera i virtuoze, za violu i komorni orkestar (2009.)
- Intro du Son Montuno, za simfonijski orkestar (2010.)
- Preludij za komorni ansambl (2010.)
- Bassblackout, za kontrabas i elektroniku (2010.)
- Blue and red, za kvartet (2 klavirista i 2 udaraljkaša) (2011.)
- Doloroso, za kvartet saksofona (2011.)
- Zimski valcer za tamburaški orkestar (2011.)
- Around baroque, za gitaru, čembalo i udaraljke (2012.)
- Kišna večer u Zagrebu, za vibrafon i tamburaški orkestar (2012.)
- Suita za violončelo i kontrabas (2012.)
- Summer storm, za jazz orkestar (2013.)
- Balada Zagrebu, za tamburaški orkestar (2013.)
- Zimogrozni, glazbeno–scensko djelo za 3 glumca, simfonijski orkestar s audio–vizualnim medijima (multimedija) (2013.)
- In medio Ignis, za simfonijski orkestar (2014.)
- Koncert za violončelo i orkestar (2015.)

## Vanjske poveznice
- Dubravko Palanović - HDS
- Dubravko Palanović - ZAMP